# 額平川
額平川（ぬかびらがわ）は、北海道日高振興局管内の沙流郡平取町を流れる一級河川である。沙流川水系の支流であり、本流の沙流川と合流した後に太平洋に注ぐ。上流域は日高山脈襟裳十勝国立公園に指定されている。

## 地理

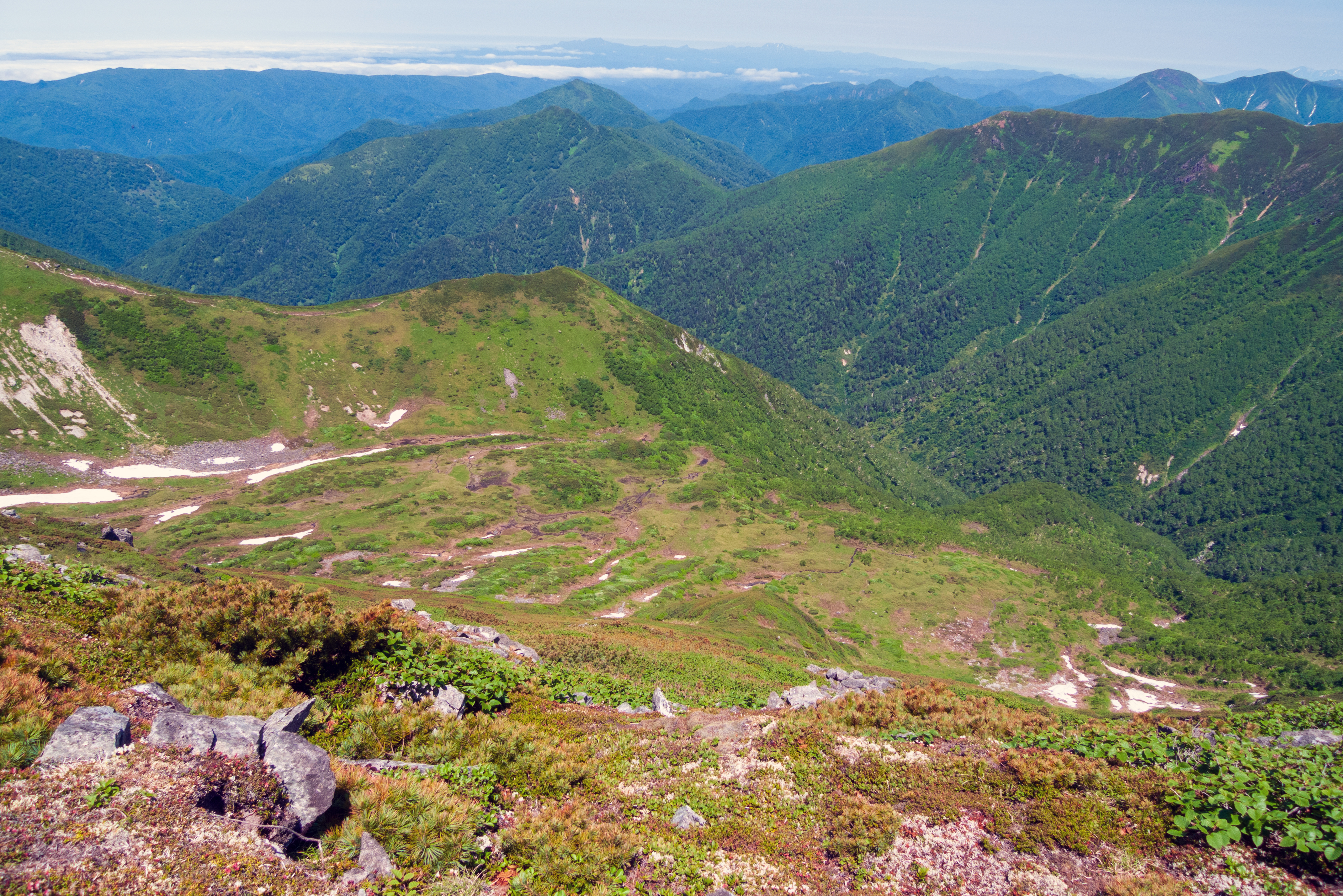
当川の源流域である幌尻岳北カール

日高山脈最高峰の幌尻岳北カールに源を発し、貫気別川を筆頭とした多くの支流と合流した後に水系本流の沙流川と合流する。
幌尻岳登山のメインルートである額平川コースは、北電取水ダムがある三ノ沢から、宿泊拠点の幌尻山荘がある五ノ沢まで、額平川上流部を渡渉（沢登り）を繰り返しつつ進むルートであり、難易度の高いコースとなっている。水量が多く函状であるため増水時は逃げ場がなく、渡渉に失敗し溺死する事故も発生している。

## 名称の由来
沙流川との合流点東岸の崖にアイヌ語で「ムイノカ (mui-noka)」（箕・の形像）と呼ばれる形像があり、この川を「ノカピラ (noka-pira)」（形像〔のある〕・崖）と呼んだことに由来する。
この「ムイ（箕）」は、当地のアイヌに伝わる伝説で、オキクルミの妹が天に上る際に忘れていった箕であったとされている。

## 利水
三ノ沢付近に北電取水ダムが築造され、日高電源一貫開発計画の一環としてパンケヌーシ川と千呂露川から額平川を経由し新冠川水系奥新冠発電所へ至る導水路が掘削されている。さらに宿主別川（スクシベツ川）との合流点にあたる芽生（めむ）地区で室蘭開発建設部による平取ダム（重力式）の建設が進められている。

## 流域の自治体
北海道
日高振興局沙流郡平取町

## 主な支流
- 一ノ沢 - 六ノ沢
- ニセイパオマナイ沢
- ウエンナイ沢
- ピラチシュウスナイ沢
- アツリオシヒナイ沢
- ペンケユックルシュペ沢
- パンケユックルシュペ沢
- クチャコルシュナイ沢
- ピリカナイ沢
- ペンケチェプ沢
- パンケチェプ沢
- ペンケメウシュナイ沢
- ペンケハウシニナイ沢
- ウエンハエシナイ沢川
- シドニ川
- オソウシノ沢川
- ペンケイワナイ川
- パンケイワナイ川
- 宿主別川
- 総主別川
- モソシベツ川
- ペンケペッカンロ川
- パンケペッカンロ川
- トエナイ川
- アブシ川
- 志文川
- 貫気別川
  - リビラ沢
  - ニタツナイ川
  - セタナイ川
- タユシナイ川
- キタルシナイ川
- 荷負川
- アシバキ川
- ペンケウタスイ川
- ポンスケレベ川
- パンケオタスイ川

すべて平取町を流域とする。

## 主な橋梁
- 幌振橋
- 奥幌尻橋
- 二股橋
- 額平横断橋
- 幌見橋
- 豊糠橋 - 北海道道638号宿志別振内停車場線
- アブシ橋
- 貫気別橋 - 北海道道71号平取静内線
- 額平橋 - 国道237号